# Pietje Precies
Pietje Precies was een heel eigenwijze Zwarte Piet die voorkwam in enkele televisieprogramma's en films van de omroep NTR, voorheen de NPS, rondom de Nederlandse legende Sinterklaas. De rol werd gespeeld door Bob Fosko (1955-2020). Afgeleid van pietje-precies (iemand die nauwkeurig op alle kleinigheden let).

## Verschijningen
Van 2002 tot 2017 en in 2019 kwam de kindervriend jaarlijks voor in het Sinterklaasjournaal, en samen met enkele andere Pieten verscheen hij aan de zijde van de goedheiligman in 2011 en tevens in de speciale jaarlijkse aflevering van Sesamstraat. Ook was hij te zien in de speelfilm Het Sinterklaasjournaal: de meezing moevie uit 2009.